# Гомес-Аседо, Домингес
Доминго Гомес-Аседо и Вильянуэва (исп. Domingo Gómez-Acedo y Villanueva 6 июня 1898 или 11 декабря 1896, Бильбао, Страна Басков — 1980, Гечо, Страна Басков) — испанский футболист, игрок сборной Испании.

## Карьера
Всю свою карьеру Аседо провел в команде «Атлетик Бильбао». Он выиграл четыре национальных соревнования Копа дель Рей, забив один раз в финале 1916 года и дважды в финале 1921 года. Он также выиграл восемь региональных чемпионатов Северной Бискайи за 14 лет, играя вместе с Хосе Марией Белаусте, Сабино Бильбао и Пичичи за клуб и страну. Его главными качествами были высокий темп и умение играть на добивании, в том числе забивать «олимпийские голы» (прямой удар с углового).
Он является самым молодым игроком и бомбардиром в истории «Атлетика», дебютировав — и забив гол — в Региональном северном чемпионате 18 октября 1914 года в возрасте 16 лет, четырёх месяцев и 12 дней. Он не был официально зарегистрирован в качестве игрока «Атлетика» в течение необходимых шести месяцев, и клуб получил санкции от федерации. Его рекорды иногда игнорируются, а подвиги ошибочно приписываются Агустину Гаинсе (а впоследствии Икеру Муниаину).
Аседо также стал самым молодым игроком и бомбардиром клуба в Копа дель Рей, забив гол в дебютном матче в этом соревновании 25 апреля 1915 года в возрасте 16 лет, 10 месяцев и 19 дней (ни Муниаин, ни Гаинса не играли в кубке до 17 лет).
Аседо был членом сборной Испании, которая участвовала в футбольном турнире на летних Олимпийских играх 1920 года и завоевала серебряную медаль.